# Roland Grüner
Roland Grüner (* 11. Januar 1963 in Bayreuth) ist ein ehemaliger deutscher Fußballtorwart.

## Spielerkarriere
In seiner Jugendzeit spielte Grüner beim ASV Laineck und dem 1. FC Bayreuth. Ab 1980 war er die „Nummer 1“ in der ersten Mannschaft in der Landesliga Bayern Nord. 1982 verpflichtete der Zweitligist SpVgg Fürth den jungen Torwart. Dieser gab am 14. November 1982 gegen SG Union Solingen sein Profidebüt in der 2. Bundesliga und verdrängte während der Saison Roland Kastner ins zweite Glied. Die Spielzeit endete mit dem Abstieg der Fürther und Grüner verließ den Verein schon nach einer Saison wieder. In dieser Zeit stand er auch zweimal im Tor der U-21-Nationalmannschaft. 
Es erfolgte ein Wechsel zum Bundesligisten 1. FC Kaiserslautern. Beim FCK vertrat er in den ersten acht Saisonspielen und am 10. Spieltag die etatmäßigen Torhüter, den verletzten Ronnie Hellström und Armin Reichel, konnte sich aber langfristig nicht gegen sie durchsetzen. In der Folgesaison verließ Hellström den Verein und Gerry Ehrmann wurde verpflichtet. Grüner dagegen war weiter Ersatztorhüter und wurde im Oktober 1984 an den 1. FC Nürnberg ausgeliehen, der in der zweiten Liga antrat. Hier sollte er den suspendierten Rudi Kargus ersetzen. Der „Club“, der zuvor aus der Bundesliga abgestiegen war, schaffte den Wiederaufstieg. Grüner kam aber nicht an Herbert Heider vorbei, sodass sein Anteil am Aufstieg ein einziger Einsatz in der Saison 1984/85 war. In der folgenden Spielzeit in der 1. Liga stand er immerhin 15-mal in der Hinrunde zwischen den Pfosten. Nürnberg erreichte den Klassenerhalt, Grüner ging aber zur SpVgg Bayreuth in die Bayernliga. 
Dort hatte er einen Stammplatz, den er in seiner gesamten Zeit bei den Oberfranken nicht mehr hergeben sollte. Gleich in seiner ersten Saison stieg er mit dem Verein in die 2. Bundesliga auf. Dort konnte man sich zwei Jahre gerade so vor dem Abstieg retten und stieg dann nach der dritten Saison wieder in die Oberliga ab. Doch auch dort befand sich Grüner mit seinem Klub zumeist im Abstiegskampf. Im Oktober 1991 verließ er Bayreuth. Sein Nachfolger im Tor wurde der junge Michael Hofmann. Von 1992 bis Herbst 1995 war er Torwart des, mit Ausnahme einer Landesliga-Saison 1993/94, ebenfalls in der Bayernliga antretenden VfL Frohnlach.

## Trainerkarriere
Zunächst war Grüner Trainer des SSV Kirchenpingarten. Von Januar 2005 bis August 2012 war er Trainer beim FSV Bayreuth. Zudem war er zwischenzeitlich Torwarttrainer bei der SpVgg Bayreuth. In der Saison 2012/13 war er Torwarttrainer beim Regionalligisten SpVgg Bayern Hof. Seit der Saison 2013/14 ist er Trainer bei seinem Heimatverein, dem bayerischen Kreisligisten ASV Laineck.

## Statistik
| Liga          | Spiele (Tore) |
| ------------- | ------------- |
| Bundesliga    | 023 (0)       |
| 2. Bundesliga | 127 (0)       |
| Oberliga      | 107 (0)       |
| Landesliga    | 079 (0)       |
| Wettbewerb    |               |
| DFB-Pokal     | 07 (0)        |